# إد رومان
إد رومان (2 يونيو 1930 - 1 مارس 1988 في الولايات المتحدة) (بالإنجليزية: Ed Roman)‏ هو لاعب كرة سلة أمريكي في مركز الوسط.